# Bella Unión (sociedad)
La Bella Unión era una sociedad dieciochesca española de aficionados al erotismo y presuntamente a la Pornografía.
Fue fundada por el Conde de Clavijo con la proclama de "No hay cosa mejor que fornicar". Organizaba bailes nocturnos (en realidad juergas flamencas) y entre sus componentes se encontraban personas de la alta nobleza y oficiales destinados en los regimientos de Madrid. Allí se leían obras prohibidas como Le portier des Chartreux (1744) de Jean-Charles Gervaise de Latouche. Tras ser descubiertos, fueron encarcelados o desterrados, en sentencia del 9 de marzo de 1788, al igual que las mujeres que formaban parte de la sociedad. Entre sus miembros más destacados figuraban el Conde de Perelada, el fundador Conde de Clavijo, el Marqués de Chatefort, D. Cristóbal Cañaveral y D. Manuel de Chaves. Jovellanos hace referencia a ella en su Sátira segunda A Ernesto, así como los viajeros Alexander Jardine y Giuseppe Baretti. Acaso a la existencia de esta tertulia se deben poemas como las traducciones de Los besos de amor de Juan Meléndez Valdés, el Jardín de Venus de Félix María Samaniego, las Poesías lúbricas de Tomás de Iriarte y las Fábulas futrosóficas atribuidas a Leandro Fernández de Moratín.